# 瓯南街道
瓯南街道，是中华人民共和国浙江省丽水市青田县下辖的一个街道办事处，范围东与温溪镇和油竹街道相邻，南接章旦乡和山口镇，西连仁宫乡，北邻鹤城街道，2012年由原鹤城镇分拆而来。

## 行政区划
瓯南街道下辖以下地区：
石门社区、水南社区、水南村、湖口村、泥湾村、石郭上村、石郭下村、前仓村、外旦村、朱金村、大李村、崇福村、湖边村、南湾村、上岸村、白浦村、陈学村、郑坑下村、魁市村和平风寨村。

## 交通
- 金温铁路：青田站